# 國家廣播文物館
國家廣播文物館，前身為1940年興建的台北放送局民雄放送所，二戰後作為中央廣播電台民雄分台，因其電波涵蓋範圍廣大，後來改隸屬於中華民國國防部，1998年改制為財團法人中央廣播電臺後，於1999年成立「國家廣播文物館」，做為展示广播相關文物的博物馆，以數座巨大天線為明顯地標。

## 歷史
日治時期
1937年，日本當局決定興建一座大功率廣播電台對抗中央廣播電台的強大功率，選擇於民雄地區興建「台北放送局民雄放送所」，由臺灣總督府營繕課課長鈴置良一設計，於1938年動工，1940年完工。當時使用的廣播塔為兩座206公尺高的T型天線鐵塔，裝備日本電氣（NEC）製造的MB-15-A型100瓩中波發射機，於該年9月28日正式開播，電波涵蓋範圍遠及东南亚和中國江蘇省及南京市等地區。
戰後時期
1945年，民雄放送所由原中央廣播事業管理處改組的中國廣播公司接收管理，改為「中國廣播公司台灣廣播電台民雄播送機室」，使用中央廣播電台呼號。嗣後並增添微波傳送系統，1954年新建四塔定向天線系統，同年5月20日改名為「中央廣播電台民雄機室」並開始對华中地区播音。1980年，因中央廣播電台改隸國防部，改名為「中央廣播電台第一發射基地」。1998年，中央廣播電台脫離國防部，並與中國廣播公司海外廣播部合併。因本身歷史悠久，故於改制前即規劃為「國家廣播文物館」，於1999年元月正式開館。2001年，國家廣播文物館被嘉義縣政府登錄為嘉義縣歷史建築，並被行政院文化建設委員會列入臺灣歷史建築百景。2005年，國家廣播文物館加入文建會「地方文化館」的行列，並於11月13日正式掛牌。
民雄分台擁有四部發射機（三部中波、一部短波，中波發射功率有50kW、100kW及250kW，短波發射功率有50kW），接收台北總台製播的節目，並使用747千赫（250kW）、1206千赫（100kW）、1422千赫（50kW）、7130千赫（50kW）對华中地区、华南地区及海外播音。
國家廣播文物館現由中央廣播電臺公共服務部廣播文資組營運。

## 圖集

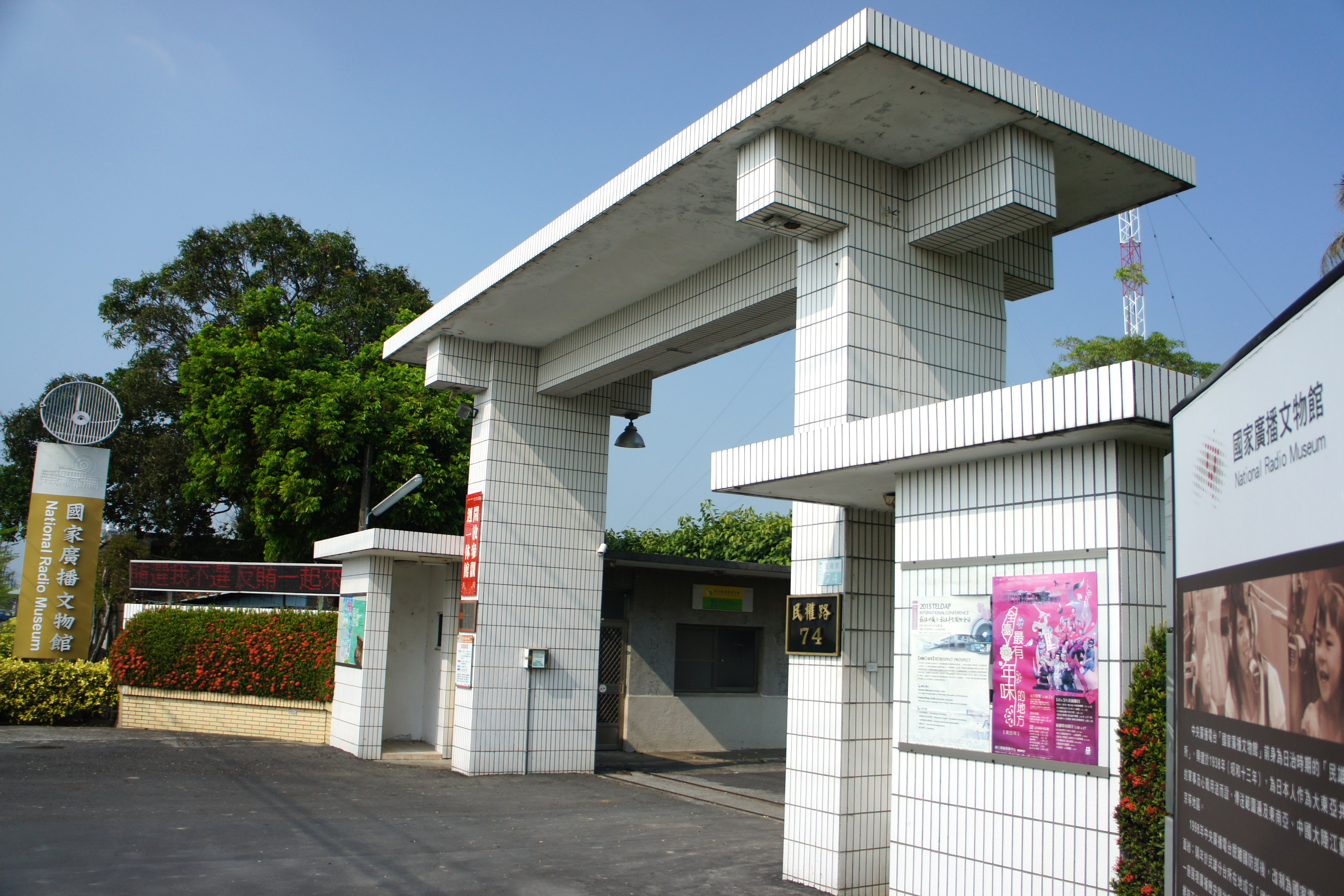
國家廣播文物館的正門
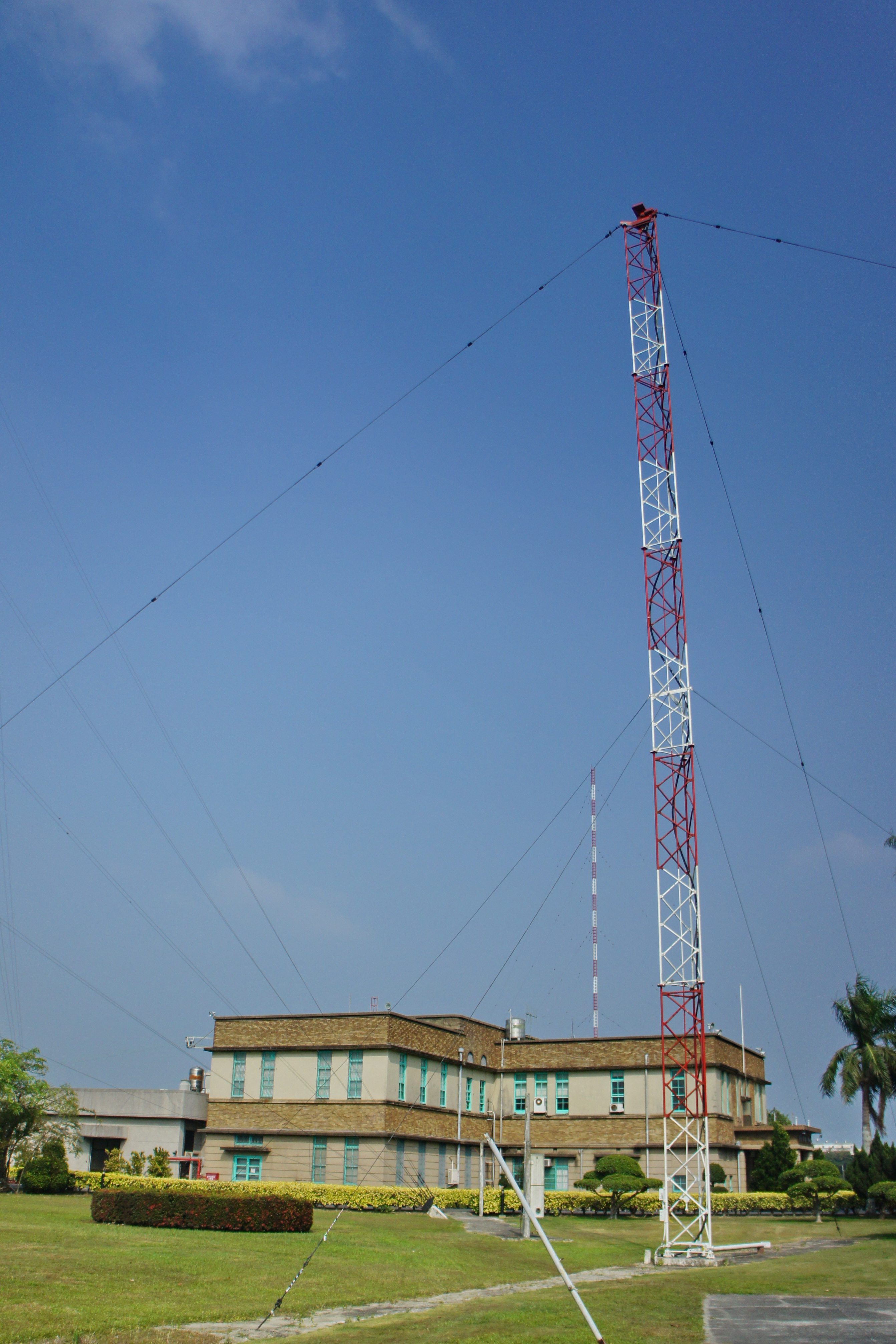
國家廣播文物館的天線
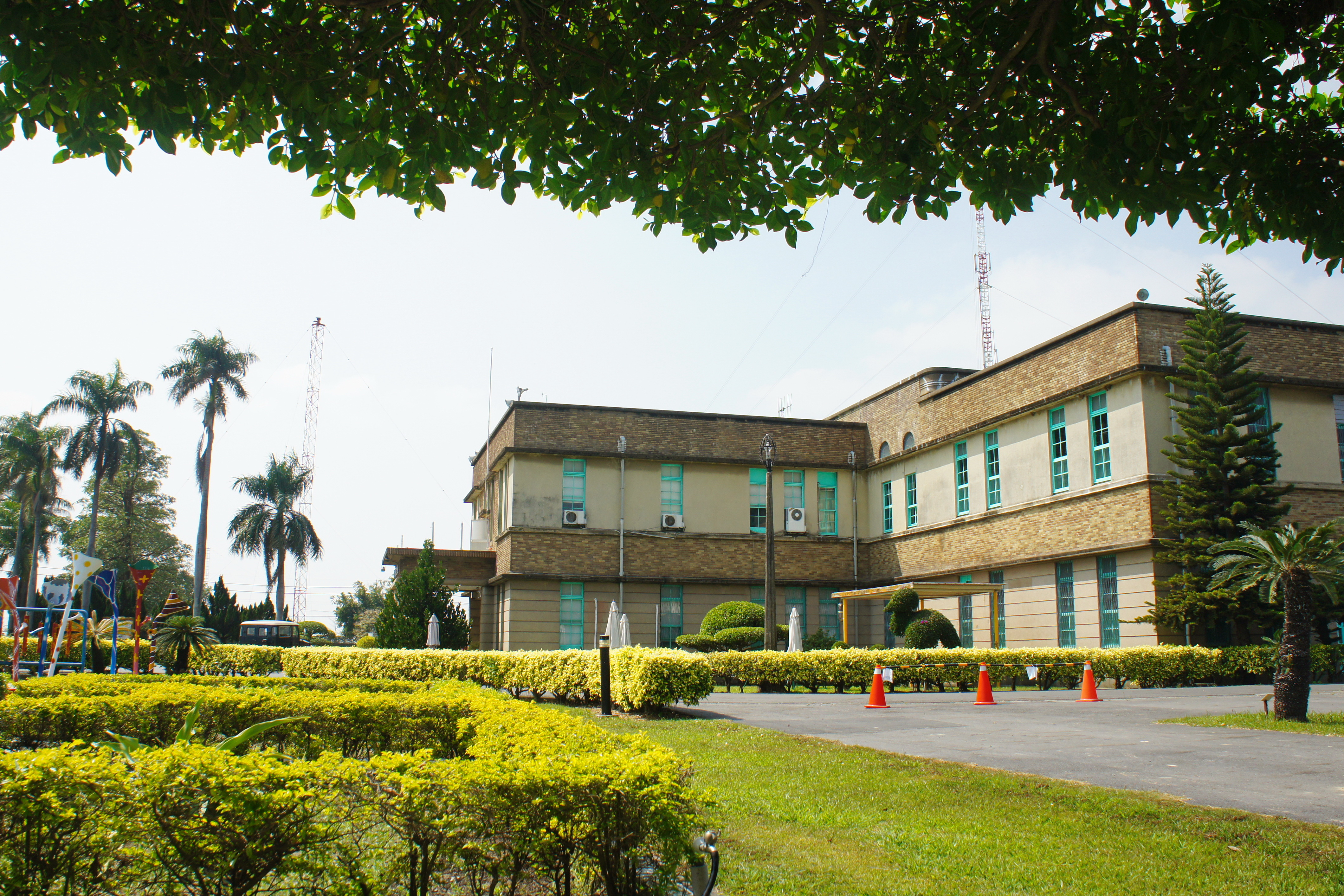
國家廣播文物館的東南面外貌
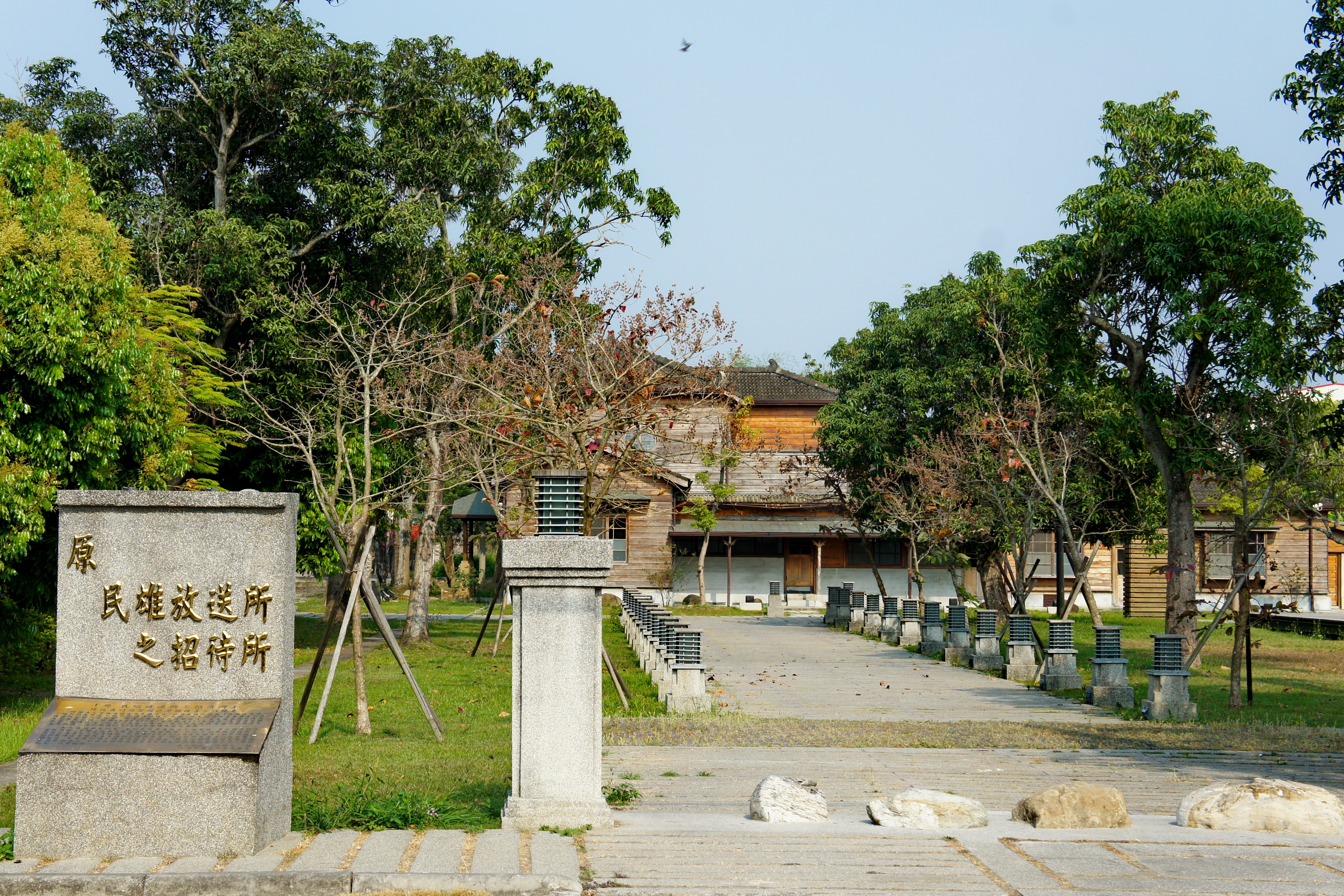
原民雄放送所之招待所

## 交通
- 民雄車站

## 外部連結
- 國家廣播文物館部落格（页面存档备份，存于）
- 國家廣播文物館的Facebook專頁